# Mavro
Il Mavro (in greco μαύρο?, che significa "nero") è un'uva rossa autoctona coltivata nell'isola di Cipro. L'uva prende il nome dal suo colore scuro. L'ampelografo italiano, il conte Giuseppe di Rovasenda lo chiama nel 1877 Cipro nero. Il Mavro è il vitigno coltivato dominante sull'isola grazie alla sua origine antica e idoneità al clima caldo cipriota. Rappresenta il 70% della vite coltivata. Da notare che il Mavro continua a crescere su portainnesto antico a differenza della maggior parte delle uve dell'Europa continentale che vengono innestate su portainnesto nordamericano. Questa è una conseguenza dell'epidemia di fillossera che aveva devastato la maggior parte degli altri vitigni europei nel XIX secolo ma che non raggiunse Cipro.
Il Mavrud è un vino bulgaro con un nome simile ottenuto da uve mavrud. La genotipizzazione recente ha dimostrato che queste due varietà (Mavro e Mavrud) non sono correlate.
Le uve mavro sono utilizzate nella produzione di diversi vini locali (prevalentemente rossi). In particolare, tuttavia, il Mavro viene miscelato con l'uva xynisteri per la produzione del Commandaria, un noto vino cipriota. Viene utilizzato anche nella produzione del distillato Zivania. La raccolta avviene generalmente a settembre.